# Шмидт, Рейнгард
Рейнгард Шмидт (нем. Reinhart Schmidt; 14 июня 1838, Эльберфельд — 21 октября 1909, Эльберфельд) — германский предприниматель и политический деятель.

## Биография
Окончил гимназию в родном городе, затем получил техническое образование, в 1857—1858 годах служил в гренадерском полку. С 1869 года был собственником основанной им писчебумажной фабрики в Эльберфельде, производившей в том числе конверты. С 1873 по 1884 и с 1890 по 1909 год был членом городского совета Эльберфельда.
В 1890—1893 и в 1898—1909 годах занимал должность депутата в прусском ландтаге, в 1881—1884, 1887—1893 годах и после небольшого перерыва вновь с 1893 по 1907 год был членом рейхстага, входя сначала в состав партии прогрессистов, потом свободомыслящих, затем свободомыслящей народной партии, будучи с 1893 года её председателем; в 1895—1900 годах был вице-президентом рейхстага. На протяжении своей политической карьеры активно участвовал в общественно-политических событиях, в частности, внёс большой вклад в урегулирование конфликта правительства с вестфальскими шахтёрами в 1889 году. В 1899 году был награждён Орденом короны II класса, но в октябре 1900 года был чуть не лишён его за критику правительства.
В 1911 году ему установлен памятник.